# Pablo Colvée

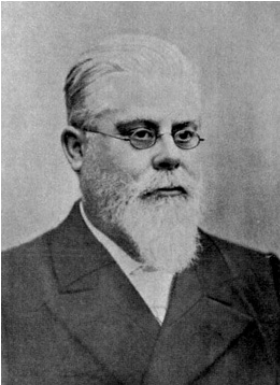
Pau Colvée i Roura

Pablo Colvée (Marsella 1849-Valencia 1903) fue un médico español.
Sus abuelos emigraron a Francia por razones políticas, casando allí su hija con el marqués Colvée; muerto éste prematuramente, regresó con su madre a España, estableciéndose en Valencia, donde tenía algunos parientes. Se dedicó con tal entusiasmo al estudio que siendo aún muchacho ganaba lo suficiente dando lecciones particulares para mantener a su madre hasta 1869, en que fundó la academia de Cavanilles, una de las mejores de Valencia, al propio tiempo que cursaba la carrera de ciencias físicas y naturales, hasta licenciarse, y la de medicina, en la que obtuvo el doctorado. En 1871 ganó por oposición una plaza de catedrático auxiliar del Instituto provincial y en 1902 obtuvo en propiedad la cátedra de mecánica.
Elegido presidente del Instituto Médico Valenciano, hizo notables trabajos micrográficos en el laboratorio del doctor Monserrat, de quien fue uno de los discípulos más aprovechados. Al ocurrir un caso de triquinosis en Villar del Arzobispo encontró la triquina en las entrañas de la víctima y se dedicó a interesantes estudios acerca de los insectos dañinos para la agricultura publicando notables monografías sobre esta materia, que fueron acogidas con estima por los más notables naturalistas españoles y extranjeros.

## Obra
- Experimentos del alcoholismo agudo
- Tradujo y anotó la Patología interna del ilustre profesor belga C. Vanclair.